# Альтнау
Альтнау (нім. Altnau) — громада  в Швейцарії в кантоні Тургау, округ Кройцлінген.

## Географія
Громада розташована на відстані близько 155 км на північний схід від Берна, 28 км на схід від Фрауенфельда.
Альтнау має площу 6,7 км², з яких на 16,1% дозволяється будівництво (житлове та будівництво доріг), 67,8% використовуються в сільськогосподарських цілях, 14,8% зайнято лісами, 1,3% не є продуктивними (річки, льодовики або гори).

## Демографія
2019 року в громаді мешкало 2285 осіб (+15% порівняно з 2010 роком), іноземців було 21,4%. Густота населення становила 340 осіб/км².
За віковим діапазоном населення розподілялося таким чином: 21,8% — особи молодші 20 років, 61,2% — особи у віці 20—64 років, 17% — особи у віці 65 років та старші. Було 957 помешкань (у середньому 2,4 особи в помешканні).
Із загальної кількості 748 працюючих 106 було зайнятих в первинному секторі, 170 — в обробній промисловості, 472 — в галузі послуг.